# Субьела, Элисео
Элисео Субьела (исп. Eliseo Subiela, 27 декабря 1944, Буэнос-Айрес — 25 декабря 2016 года) — аргентинский кинорежиссёр, сценарист, продюсер.

## Биография
Изучал литературу и кино. Дебютировал короткометражным фильмом Долгое молчание (1963), получившим первую премию на МКФ в Винья-дель-Мар. Работал ассистентом режиссёра, в том числе — у Леонардо Фавио. C 1994 возглавляет созданную им киношколу.

## Фильмография
- 1963 — Долгое молчание / Un Largo silencio
- 1965 — Выше всех этих звёзд / Sobre todas estas estrellas
- 1969 — Аргентина, май 1969 / Argentina, mayo de 1969: Los caminos de la liberación (коллективный проект, премия ФИПРЕССИ Берлинского МКФ)
- 1981 — Завоевание рая / La Conquista del paraíso
- 1986 — Мужчина, смотрящий на юго-восток / Hombre mirando al sudeste (номинация на премию Гойя, премия лучшему новому режиссёру на Сан-Себастьянском МКФ, Серебряный кондор Ассоциации кинокритиков Аргентины за лучший фильм и лучший сценарий, премия зрительских симпатий на МКФ в Сан-Паулу)
- 1989 — Последние картины кораблекрушения / Últimas imágenes del naufragio (Серебряный кондор за лучший фильм и лучший сценарий, премия МКФ в Гаване, специальная премия жюри Стамбульского МКФ, премии ФИПРЕССИ и экуменического жюри, премия за лучший сценарий на МКФ в Монреале)
- 1992 — Тёмная сторона сердца / El Lado oscuro del corazón (Серебряный кондор за лучший фильм, премия МКФ в Грамаду лучшему режиссёру, две премии МКФ в Гаване, премия Северной и Южной Америки на МКФ в Монреале)
- 1995 — Не умирай, не сказав мне, куда уходишь / No te mueras sin decirme adónde vas (первая премия МКФ во Фрибуре, премия за лучший сценарий на МКФ в Ситжесе, премия зрительских симпатий на МКФ в Монреале)
- 1996 — Проснись, любовь / Despabílate amor (номинация на Серебряный кондор за лучший фильм и лучший сценарий, две премии МКФ во Фрибуре)
- 1997 — Маленькие чудеса / Pequeños milagros
- 2000 — Приключения Бога / Las Aventuras de Dios (специальное упоминание на Международной неделе фантастического кино в Малаге)
- 2001 — Тёмная сторона сердца — 2 / El Lado oscuro del corazón 2 (Серебряный Колумб МКФ в Уэльве за лучшую режиссёрскую работу)
- 2002 — Ангел / Angel (ТВ)
- 2002 — Судьба Анхелики / El Destino de Angélica (ТВ)
- 2002 — Плотские отношения / Relaciones carnales (ТВ)
- 2005 — Подтяжка сердца / Lifting de corazón
- 2007 — Воздействия любви / El Resultado del Amor
- 2008 — Не смотри вниз / No mires para abajo (премия Глаубера Роши на МКФ в Монреале)
- 2011 — Заложник своих иллюзий / Rehén de ilusiones
- 2012 — Исчезающие пейзажи / Paisajes devorados

## Творчество
Творческую манеру Элисео Субьелы сближают с магическим реализмом.